# Ferdinand Thieriot
Ferdinand Thieriot (Hamburg, 7 d'abril de 1838 – 4 d'agost de 1919) fou un compositor alemany, deixeble d'Eduard Marxsen, a Altona-Altstadt, i de Rheinderbeger, a Múnic, i successivament director i mestre de música a Hamburg, Leipzig, Glogau i Graz, fins al 1895, en què es va retirar. En auella última població tingué entre els seus alumnes a Gheorghe Dima. Entre les seves composicions hi figuren una Sinfonietta, música di càmera, lieder i cors.